# خلايا مجاورة للكبيبات

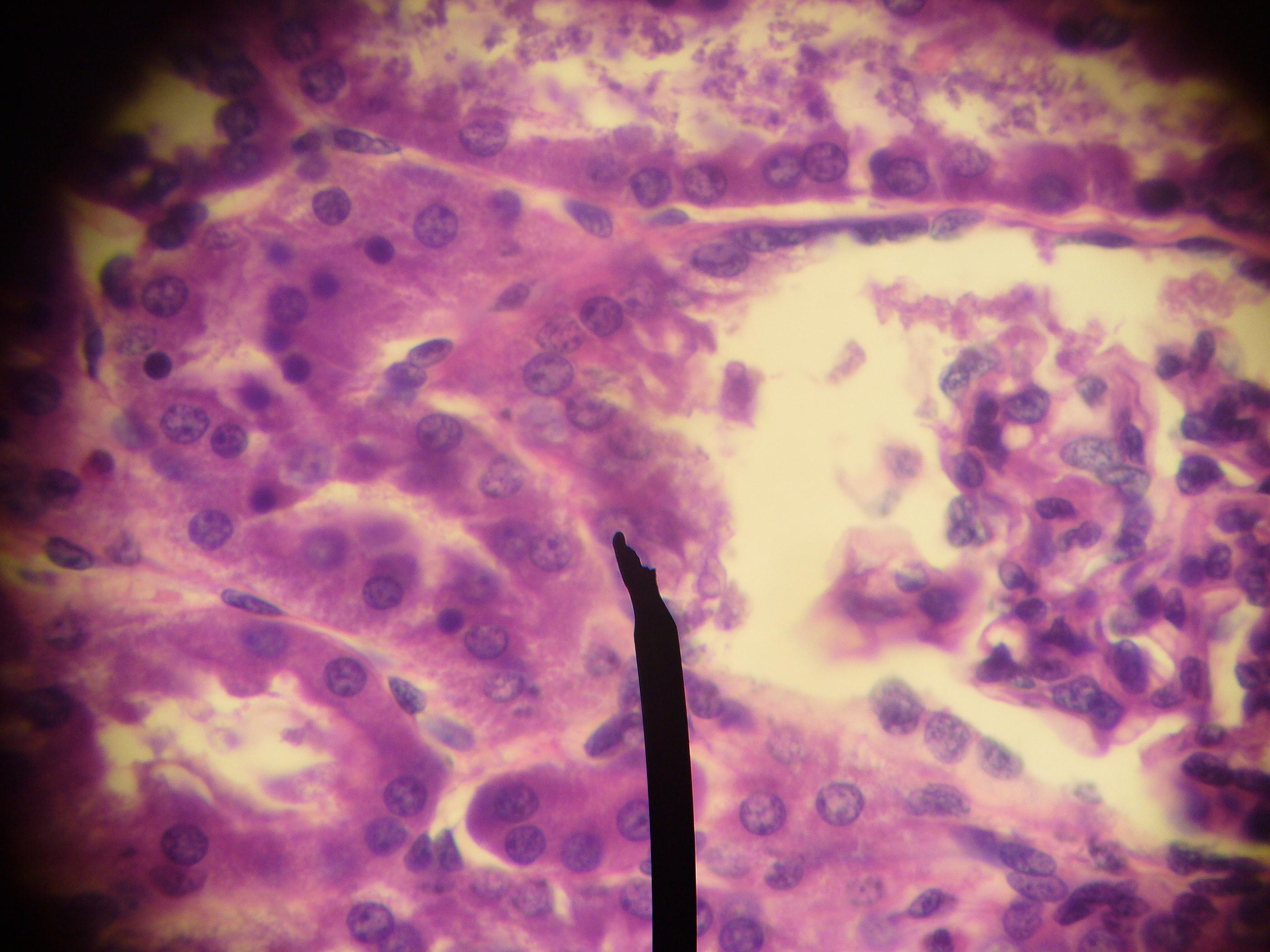
صورة بالمجهر الضوئي لمقطع يظهر الخلايا المجاورة للكبيبات

الخلايا المجاورة للكبيبات (بالإنجليزية: Juxtaglomerular cell)‏ أو الخلايا المفرزة للرينين (بالإنجليزية: Renin Producing Cells)‏ هي أحد أقسام الجهاز المجاور للكبيبات، وهي مجموعة خلايا موجودة في الكلية والتي تقوم بتركيب وتخزين وإفراز أنزيم الرينين. وهذه الخلايا تمثل خلايا عضلية ملساء متخصصة (بالإنجليزية: specialized smooth muscle cells)‏ تتوضع في القميص المتوسط للشرين الكبيبي الوارد (بالإنجليزية: Afferent Arteriole)‏ وهو قسم من أقسام النفرون، كما تتوضع في القميص المتوسط للشرين الكبيبي الصادر ولكن بكميات أقل.

صورة توضح أقسام الكبيبة الكلوية، الخلايا المجاورة للكبيبة تأخذ الرقم: 6